# Alt Canadà
La província de l'Alt Canadà (en anglès: Province of Upper Canada, en francès: Province du Haut-Canada) va ser una divisió política del Canadà britànic establerta en l'Acta Constitucional de 1791 per part de l'Imperi Britànic per governar el terç central de l'Amèrica del Nord britànica i per donar allotjament als loyalists refugiats arran de la Indepèndència dels Estats Units.
Upper Canada existí des del 26 de desembre de 1791 fins al 10 de febrer de 1841 i en general comprèn l'actual sud d'Ontario. El prefix "upper" en el seu nom reflecteix la seva posició geogràficamés alta dins la conca del riu Sant Llorenç o més a prop de la seva capçalera que no pas el Baix Canadà (l'actual Quebec) al nord-est.
L'Alt Canadà incloïa a més del sud d'Ontario, les zones del nord d'Ontario que formaven el pays d'en haut que havien format part de la Nova França, essencialment la conca de riu Ottawa, Llac Huron, i Llac Superior. No incloïa cap territori de la Badia de Hudson.

## Història

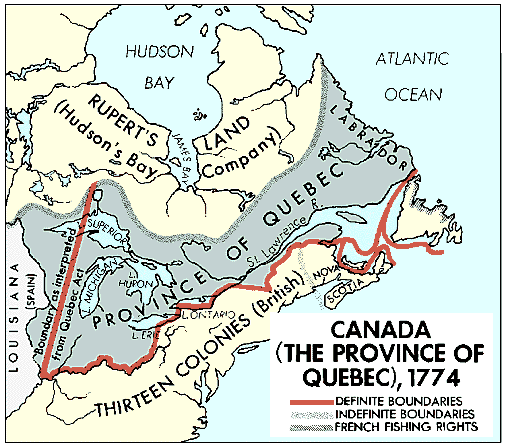
Província de Quebec el 1774

Rl control de tot el Canadà passa de França a la Gran Bretanya pel tractat de París de 1763. La nova possessió va ser organitzada sota un governador militar diferent del Canadà sota control britànic. Inicialment aquest nou territori va restar dins la província de Quebec.
La part d'aquesta província a l'oest de Montreal i Quebec aviat va rebre molts colonitadors angloparlants i protestants de la Gran Bretanya i una dècada més tard molts Loyalists refugiats arran de la Revolució dels Estats Units. Hi va haver problemes pels xocs culturals. De 1763 a 1791 la província de Quebec mantingué oficialment l'idioma francès i els trets culturals i la base legal.
El Parlament Britànic va dividir l'any 1791 per llei la Província de Quebec entre Upper i Lower Canadà, per aquesta divisió els Loyalists i els immigrants britànics de l'Alt (Upper) Canadà podien tenir lleis i institucions angleses i les poblacions francoparlants del Baix (Lower Canadà podien mantenir la legislació civil francesa i la religió catòlica.

## Organització
La colònia estava administrada per un lieutenant-governor, un legislative council i una legislative assembly. El primer lloctinent-governador va ser John Graves Simcoe. L'1 de febrer de 1796, la capital d'Upper Canada es va traslladar des de Newark (actualment Niagara-on-the-Lake) a York, Upper Canada (actualment Toronto), que es creia que era menys vulnerable a l'atac per part dels Estats Units.
En un primer moment es van establir 4 districtes: 
- Lunenburgh District, rebatejat com "Eastern" el 1792
- Mecklenburg District, més tard "Midland"
- Nassau District, més tard "Home"
- Hesse District, més tard "Western"

Finalment, cap a 1849, hi havia 20 districtes.

## Població
| Any  | Cens estimat | Any  | Cens estimat | Any  | Cens estimat | Any  | Cens estimat | Any  | Cens estimat |
| ---- | ------------ | ---- | ------------ | ---- | ------------ | ---- | ------------ | ---- | ------------ |
| 1806 | 70,718       | 1825 | 157,923      | 1829 | 197,815      | 1833 | 295,863      | 1837 | 397,489      |
| 1811 | 76,000       | 1826 | 166,379      | 1830 | 213,156      | 1834 | 321,145      | 1838 | 399,422      |
| 1814 | 95,000       | 1827 | 177,174      | 1831 | 236,702      | 1835 | 347,359      | 1839 | 409,048      |
| 1824 | 150,066      | 1828 | 186,488      | 1832 | 263,554      | 1836 | 374,099      | 1840 | 432,159      |

()

Font: Statistics Canada website Censuses of Canada 1665 to 1871.